# Cerapterocerus parmirabilis
Cerapterocerus parmirabilis är en stekelart som beskrevs av Fatima och Shafee 1994. Cerapterocerus parmirabilis ingår i släktet Cerapterocerus och familjen sköldlussteklar. Inga underarter finns listade i Catalogue of Life.